# أسامة رزق
أسامة رزق هو مخرج ليبي، ولد يوم 13 فبراير 1981 في العاصمة الليبية طرابلس، تحصل على الماجستير في علوم التلفزيون والسينما من جامعة بيلجي إسطنبول العام 2018، وأخرج عددًا من الأعمال الدرامية، كما عمل في مجالي البرامج التلفزيونية والإعلانات التجارية.

## سيرته المهنية
بدأ عمله كمساعد مخرج في عدة مسلسلات درامية في ليبيا العام 2005، ثم ذهب للعمل في دبي بـالإمارات العربية المتحدة، لمدة سنتين، وأخرج عدة إعلانات تجارية وأفلام تسجيلية، ثم عاد منتصف العام 2007 إلى ليبيا وأخرج برامج تلفزيونية، مثل: باب البحر، فوانيس الليبية، الملف، وآخرها برنامج علامة استفهام، في قناة الليبية الفضائية. كما أخرج في العام 2008 الفيلم الوثائقي (النيهوم ....سيد الكلمات) الذي يتحدث عن الفيلسوف الليبي الصادق النيهوم.
وكان أول عمل درامي له مسلسل بعنوان، على الهواء، من تأليف الكاتب صالح أبو السنون وإنتاج قناة الليبية العام 2008 وهو عمل كوميدي ساخر في 15 حلقة. وبعد ذلك أخرج: المركبات الجامعية، وهو فيلم وثائقي عن الجامعات الليبية، ثم شارك في إخراج المسلسل الدرامي، كل يوم حكاية العام 2018، وكان عبارة عن قصص منفصلة.
وبعد ذلك انتقل إلى تجربة إخراج الإعلانات التجارية مثل إعلان قهوة Lavazza الإيطالية. وفي العام 2013 أخرج مسلسل، فوبيا، الذي حاز على اهتمام قناة فرانس 24 باللغات العربية والفرنسية والإنجليزية.
كما أخرج في العام 2014 المسلسل الدرامي، دراجنوف، ويصور المسلسل تغير الأوضاع الأسرية والحياتية في المجتمع الليبي قبل وأثناء وبعد ثورة فبراير، كتبت عنه مجلة The Economist ، وكذلك مجلة Liberation الفرنسية.
وخاض المخرج تجربته السينمائية الأولى بفيلم كوميديا سوداء قصير بعنوان، العشوائي، من تأليف سراج هويدي وإنتاج وليد اللافي، يحكي قصة شاب عاد إلى ليبيا بعد الثورة، وتبنى أكثر من توجه سياسي مختلف، حتى لا يعتدي عليه أحد. وشارك الفيلم في أكثر من 15 مهرجان دولي في عدد من الدول العربية والأفريقية والأوروبية. في 2017 أخرج المسلسل الدرامي الاجتماعي، روبيك، من تأليف سراج هويدي وإنتاج وليد اللافي.
وفي العام 2019 كانت التجربة الأهم في مشوار أسامة رزق، حيث أخرج مسلسل، زنقة الريح، وهو من تأليف الكاتب عبد الرحمن حقيق، والمنتج الذي أنتج كل أعماله وليد اللافي.
المسلسل يعد الأضخم على الساحة الليبية كما وصفه الصحفي عثمان فكري في مقالة بعنوان ليبيا بين «زنقة الريح» و«زنقة التاريخ».
زنقة الريح مسلسل تاريخي يتحدث عن مدينة طرابلس في ليبيا العام 1945 وهي مرحلة تلت خروج الاحتلال الإيطالي من ليبيا، بعد هزيمته في الحرب العالمية الثانية، إذ أصبحت طرابلس تحت الإدارة البريطانية، ويتناول العمل حياة أهل العاصمة طرابلس في ذلك الوقت، من مسلمين ويهود وإيطاليين وجريك.

## أعماله
مسلسل على الهواء (2008)
وثائقي النيهوم سيد الكلمات (2008)
مسلسل كل يوم حكاية (2010)
مسلسل فوبيا (2012)
فيلم العشوائي (2013)
مسلسل دراجنوف (2014)
مسلسل عياد (2015)
مسلسل روبيك (2017)
مسلسل زنقة الريح (2019)
مسلسل الزعيمان (2020)
مسلسل زنقة الريح 2 (2021)
السرايا (مسلسل) (2022)

## جوائز تحصل عليها
جائزة أفضل مخرج برامج 2013 (علامة استفهام) جائزة سيبتيموس.
جائزة أفضل مخرج درامي 2014 (فوبيا) جائزة سيبتيموس.
جائزة أفضل مسلسل دراما 2014 (فوبيا) جائزة سيبتيموس.
جائزة أفضل مخرج دراما 2015 (دراجنوف) جائزة سيبتموس.
جائزة أفضل مسلسل 2015 (دراجنوف) جائزة سيبتموس.
الجائزة البرونزية لفيلم (العشوائي) عن فئة الأفلام القصيرة بمهرجان الفيلم العربي بمدينة قابس في تونس 2016.
تنويه خاص لفيلم (العشوائي) من لجنة التحكيم بمهرجان الفيلم المغاربي بوجدة في المغرب 2016.
جائزة أفضل مسلسل (روبيك) جائزة سيبتموس 2018.
جائزة أفضل مخرج لفيلم وثائقي 2009 (المركبات الجامعية) جائزة مجلة الشبابية.
جائزة أفضل مخرج برامج 2010 (باب البحر) جائزة مجلة الشبابية.
جائزة أفضل فيلم إفريقي لفيلم (العشوائي) من مهرجان ART City بالكاميرون 2016.
جائزة لجنة التحكيم الخاصة 2014 (فوبيا) مونديال القاهرة للإذاعة والتلفزيون.